# Sophoromyia armenica
Sophoromyia armenica är en tvåvingeart som beskrevs av Boris Mamaev och Mirumian 1989. Sophoromyia armenica ingår i släktet Sophoromyia och familjen gallmyggor.
Artens utbredningsområde är Armenien. Inga underarter finns listade i Catalogue of Life.